# Четін Зейбек
Четін Зейбек (тур. Çetin Zeybek, 12 серпня 1932, Бандирма — 10 листопада 1990) — турецький футболіст, що грав на позиції півзахисника.
Виступав, зокрема, за клуб «Касимпаша», а також національну збірну Туреччини.

## Клубна кар'єра
У дорослому футболі дебютував 1951 року виступами за команду клубу «Касимпаша», кольори якої і захищав протягом усієї своєї кар'єри гравця, що тривала десять років. 
Помер 10 листопада 1990 року на 59-му році життя.

## Виступи за збірну
У 1954 році дебютував в офіційних матчах у складі національної збірної Туреччини. Протягом того року провів у формі головної команди країни 5 матчів. У складі збірної був учасником чемпіонату світу 1954 року у Швейцарії.